# دونالد دين ترنكي
دونالد دين ترنكي (بالإنجليزية: Donald Trunkey)‏ هو جراح أمريكي من مواليد عام 1937 في ولايةواشنطن. حصل على البكالوريوس من جامعة ولاية واشنطن، والدكتوراه من كلية الطب في جامعة واشنطن. وبعد تخرُّجه، تدرَّب لمدّة سنة في قسم الجراحة في مستشفى جامعة أوريجون للعلوم الصحية، ثم أمضى فترة الخدمة الإلزامية طبيباً في الجيش الأمريكي في ألمانيا، وواصل تدريبه في الجراحة في جامعة كاليفورنيا في سان فرانسيسكو، وحصل على زمالة لدراسة طب وجراحة الحوادث في المركز الطبي لجنوب غرب تكساس في سان انطونيو. التحق – في سنة 1970 – بالعمل في مستشفيات جامعة كاليفورنيا حيث تركَّز اهتمامه في طب وجراحة الحوادث، إضافة إلى جراحة الأوعية الدموية والصدر، وأصبح مدير مركز علاج الحروق في مستشفى سان فرانسيسكو العام، وأسس فيه مختبراً لدراسة تأثير الصدمة الناتجة عن الحروق الشديدة والحوادث الأخرى على وظائف الجسم، وخاصة خلايا عضلة القلب ونظام المناعة.

## في وقت مبكر الحياة
ولد ترنكي عام 1937 في ولاية واشنطن. حصل على درجة البكالوريوس في علم الحيوان من كلية واشنطن حيث لعب أيضًا كرة السلة وبسبب الترتيب الأبجدي كان آخر شخص تخرج قبل أن تغير المدرسة اسمها إلى جامعة ولاية واشنطن في عام 1959.

## التعليم الطبي
درس ترنكي من عام 1955 في جامعة ولاية واشنطن ومن عام 1959 في كلية الطب بجامعة واشنطن (درجة الماجستير في الطب في عام 1963). بدأ تدريبه التخصصي كجراح (تدريب) في عام 1963 في كلية الطب بجامعة أوريجون للعلوم الصحية، ثم خدم في الجيش الأمريكي لمدة عامين في ألمانيا. واصل تعليمه من 1966 إلى 1970 في مستشفيات مختلفة في جامعة كاليفورنيا (سان فرانسيسكو)، في دنفي ومستشفى سان فرانسيسكو العام (SFGH) مع الجراح ف. ويليام بليزديل، المتخصص في جراحة الصدمات. حيث تركَّز اهتمامه في طب وجراحة الحوادث بجامعة تكساس في مستشفى باركلاند في دالاس مع توم شايرز،  حيث أجرى أبحاثًا أساسية، والتي واصلها في SFGH بمنحة من المعاهد الوطنية للصحة. في عام 1971 كان أستاذاً مساعداً (للبحوث الجراحية) في جامعة تكساس في دالاس وعام 1972 في جامعة كاليفورنيا في سان فرانسيسكو. هناك أصبح أستاذًا مشاركًا في عام 1976 وأستاذًا عام 1979. من عام 1973 إلى عام 1976، عين رئساً لقسم الجراحة في مستشفى ميشن للطوارئ في سان فرانسيسكو ومن عام 1978 إلى 1986 في مستشفى سان فرانسيسكو العام (SFGH). من عام 1986 وحتى عام 2001 أستاذ كرسي الجراحة في جامعة أوريجون للعلوم الصحية. وهو أستاذ فخري هناك منذ عام 2007.

## كتابات
قام ترنكي بتأليف 174 بحثاً علمياً في الصحف و25 كتابًا وحوالي 200 فصل في كتاب. وقال ريتشارد مولينز، أستاذ، قسم الجراحة، إن «اللحظة الحاسمة في حياة دون ترنكي كانت عندما نشر بحثه في عام 1979 عن معدلات وفيات مرضى الصدمات في مقاطعة أورانج (كاليفورنيا)، مقارنة بمثيلاتها في مقاطعة سان فرانسيسكو». «كانت ذلك البحث بمثابة قنبلة. كانت واحدة من أقدم الأدلة المقنعة على فعالية مراكز الصدمات». كان ترنكي، مسؤولاً عن تطوير برامج متطورة للصدمات في الولايات المتحدة، أكثر من أي شخص آخر.

## جوائز
في عام 2008 حصل على جائزة الملك فيصل في الطب عن بحثه في تحسين رعاية الصدمات. وحصل على العديد من الجوائز الأخرى بما في ذلك جائزة جائزة الخدمة الممتازة من الكلية الأمريكية للجرّاحة، وجائزة الجمعية العالمية للجرّاحين، وجائزة هاري جولد ووتر للجراحة، وميدالية الامتياز من ملك أسبانيا، وميدالية الكلية الملكية للطب في إنجلترا، والعضوية الشرف في الكلية البرازيلية للجراحين، والاتحاد البريطاني للطوارئ وطب الحوادث. والجمعية الألمانية للجراحة. كما حصل على الزمالة الفخرية لكل من الكلية الملكية للجراحين في إدنبرة، والكلية الملكية للأطباء والجراحين في جلاسقو، والكلية الملكية للجرّاحين في أيرلندة، والكلية الملكية للجرّاحين في إنجلترا، والكلية الملكية للجراحين في أستراليا، وكلية جراحي جنوب أفريقيا. في عام 2018 حصل على جائزة الأيقونات في الجراحة.